# Zariszat
Zariszat – wieś w Armenii, w prowincji Szirak. W 2011 roku liczyła 49 mieszkańców.